# アドルフ2世 (ホルシュタイン伯)
ホルシュタイン伯アドルフ2世（Adolf II. von Holstein, 1128年頃 - 1164年7月6日）は、シャウエンブルク伯並びにホルシュタイン伯（在位：1130年 - 1164年）である。父アドルフ1世から爵位を継承し、母ヒルデヴァの摂政のもとで統治した。

## 生涯
1137年、アドルフの主君である神聖ローマ皇帝ロタール3世が崩御した後、ドイツ王になったコンラート3世はアルブレヒト熊公にザクセン公国領を与えた。というのも、先代のザクセン公であるハインリヒ傲岸公の出身であるヴェルフ家の強大化にコンラート3世が危機感を覚えたからである。そしてアドルフはこのヴェルフ家の支持者の1人であり、アルブレヒトのザクセン公就任を頑として認めなかった。それゆえにアドルフは一時ホルシュタイン伯位を没収されていた。1142年、コンラート3世とハインリヒ傲岸公の息子ハインリヒ獅子公が和解した際に、アドルフはホルシュタイン伯に返り咲いた。
1143年、ヴェンド十字軍に参加したアドルフは獲得した東方のスラブ人の領土をハインリヒ獅子公と分割した。アドルフはバート・ゼーゲベルクを中心とするヴァグリア地方を獲得し、ゼーゲベルクはアドルフの主要な要塞となった。アドルフは多くの時期をこのゼーゲベルクで過ごし、ウィツェリンを筆頭とする宣教師らの伝道活動のもとでこの地域のキリスト教化を推し進めた。また、先代の神聖ローマ皇帝ロタール3世の勧めにより、アドルフはスラブ人領土に対する植民活動にも勤しんだ。彼の進めた植民活動には母国ホルシュタイン出身の者のみならず、ヴェストファーレン、フランドル、ホラント、ユトレヒト、フリジアといった多くの地域からの者が参加したという。
1143年または1144年に、アドルフはバルト海におけるドイツの最初の港町リューベックを築き上げた。またその地に木造の砦も建造した。1157年にリューベックは焼け落ち、ハインリヒ獅子公が立て直した。この頃にはリューベックはハインリヒ獅子公の手に移っていた。
また、アドルフは隣国デンマークで発生していたデンマーク王位を巡る内戦にも関与した。アドルフは王位を主張するデンマーク王族のうちスヴェン3世に味方し、対するクヌーズ5世と対峙した。周辺貴族の支援を得たクヌーズ5世は自身と対立するスヴェン3世を支援したアドルフに対して反撃し、ホルシュタインに攻撃を仕掛けてオルデンブルクの街を焼き払った。アドルフの治める北ドイツ沿岸部は破壊的な被害を被ったという。
1159年には神聖ローマ皇帝フリードリヒ1世のイタリア遠征に随行し、1164年には北ドイツのスラブ人の一派であるオボトリート族討伐に向かうハインリヒ獅子公を支援した。ハインリヒ獅子公とともにオボトリート族討伐に向かったアドルフであったが、1164年7月6日、フェルヒェンの戦いで戦死した。アドルフはミンデンに埋葬され、ホルシュタイン伯は息子アドルフ3世が継承した。

## 文献一覧
- Thompson, James Westfall (1928). Feudal Germany, Volume II. New York: Frederick Ungar Publishing
- Manuel Talaván (2010). Relaciones germano eslavas en el contexto de cruzada: la cruzada venda. Intus-Legere Historia. Vol. 4, Nº 2; pp. 19-44